# Vlag van Messancy
De vlag van Messancy is op 6 juni 1993 bij raadsbesluit vastgesteld als de vlag van de gemeente Messancy in de Belgische provincie Luxemburg. De vlag kan als volgt worden beschreven:
Zeven even lange banen van rood en van geel.
De vlag werd pas op 26 oktober 1993 bevestigd door de Franse Gemeenschapsregering. De vlag is volledig gebaseerd op het gemeentewapen en ziet er dus helemaal hetzelfde uit.